# Autonomie Liberté Participation Écologie
Autonomie Liberté Participation Écologie (Autonomia Llibertat Participació Ecologia) o ALPE és un partit polític de centreesquerra italià de la Vall d'Aosta creat en 2010.
Autonomia Llibertat Democràcia fou una llista electoral italiana creada per l'Unione per al col·legi uninominal de la Vall d'Aosta per a les eleccions legislatives italianes de 2006 i 2008. Era formada pels grups:
- Renouveau Valdôtain
- Vallée d'Aoste Vive
- Alé Vallée (ara dins el PD)
- Comité de Valdôtains (a l'Arcobaleno - Vallée d'Aoste)
- Democratici di Sinistra - Gauche Valdôtaine (ara dins el PD)
- La Margherita (ara dins el PD)
- Itàlia dels Valors (a l'Arcobaleno - Vallée d'Aoste)
- Rosa nel Pugno
- Verds alternatius (a l'Arcobaleno - Vallée d'Aoste)
- Partit Popular Valldostà
- Esquerra Alternativa Vall d'Aosta (a l'Arcobaleno - Vallée d'Aoste)
- Rifondazione Comunista (a l'Arcobaleno - Vallée d'Aoste)
- Partit dels Comunistes Italians, el 2008 (a l'Arcobaleno - Vallée d'Aoste)
- Sinistra Democratica, el 2008 (a l'Arcobaleno - Vallée d'Aoste)
- Associació Loris Fortuna

La llista assolí l'elecció de Roberto Nicco com a diputat (43,4%) i Carlo Perrin com a senador (44,2%) per la Vall, derrotant contra tot pronòstic els candidats de la llista Vallée d'Aoste Autonomie Progrès Fédéralisme, formada per Unió Valldostana, Stella Alpina i Fédération Autonomiste, Marco Viérin i Augusto Rollandin.
El diputat Roberto Nicco s'ha adherit al component "Minoranze linguistiche" del grup mixt; el senador Carlo Perrin s'ha adherit al grup "Per le autonomie".
A les eleccions de 2008, Perrin fou derrotat per Antonio Fosson, recollint el 37,4% contra el 41,39 del candidat de la llista Vallée d'Aoste. Nicco fou reelegit amb el 39,12%, contra el 37,84% d'Ego Perron.
El 10 de febrer de 2010, esdevenia un partit polític que va passar a ser Autonomie Liberté Participation Écologie el 5 de març de 2011.